# ریچارد دالتون
سر ریچارد جان دالتون (متولد ۱۰ اکتبر ۱۹۴۸) دیپلماتیک بریتانیا و سفیر اسبق بریتانیا در لیبی و ایران بود.
ریچارد دالتون در کالج وینچستر و کالج مگدالن کمبریج تحصیل کرد. او در سال ۱۹۷۰ به خدمات دیپلماتیک بریتانیا پیوست، برای تحصیل زبان عربی به لبنان رفت و در سال ۱۹۷۳ به عنوان دبیر دوم سفارت در عمان منصوب شد. سمت بعدی او دبیر دوم و سپس دبیر اول در نمایندگی اتحادیه اروپا بود.
او در سال ۱۹۸۳ به عنوان رئیس دفتر در مسقط، عمان منصوب شد. از سال ۱۹۹۳ تا ۱۹۹۷، دالتون سرکنسول در اورشلیم بود و عملاً سفیر بریتانیا در تشکیلات خودگردان فلسطین در سال‌های اولیه روند صلح خاورمیانه محسوب شد. او در سال ۱۹۹۸ به عنوان رئیس پرسنل در وزارت امور خارجه و کشورهای مشترک المنافع منصوب شد.
در سال ۱۹۹۹ به عنوان سفیر بریتانیا در لیبی اعزام گردید.  او بین سال‌های ۲۰۰۳ تا ۲۰۰۶، سفیر انگلیس در ایران بود. وی پس از بازنشستگی به مؤسس چتم هاوس پیوست و به عنوان همکار برنامه خاورمیانه و شمال آفریقای این مؤسسه فعالیت کرد. وی همچنین رئیس اتاق بازرگانی انگلیس و ایران نیز بوده است.
او در سال ۲۰۰۵ به عنوان شوالیه دارنده نشان سنت مایکل و سنت جورج انتخاب شد.